# 安得拉邦 (1953年-1956年)
安得拉邦是印度的一個已撤銷的一級行政區，設立於1953年，前身是馬德拉斯邦北部的泰盧固語地區。1956年，該邦改制為安得拉聯合邦，成為印度第一個按1956年邦界重劃法設立的邦。